# Penngrove
Penngrove est une commune située dans le comté de Sonoma, en Californie, aux États-Unis, située entre les villes de Petaluma et Cotati. Elle fait partie de la sous-région de la baie de San Francisco. Au nord de San Francisco. La population était de 2522 au recensement de 2010.